# 蓮華寺 (岡崎市)

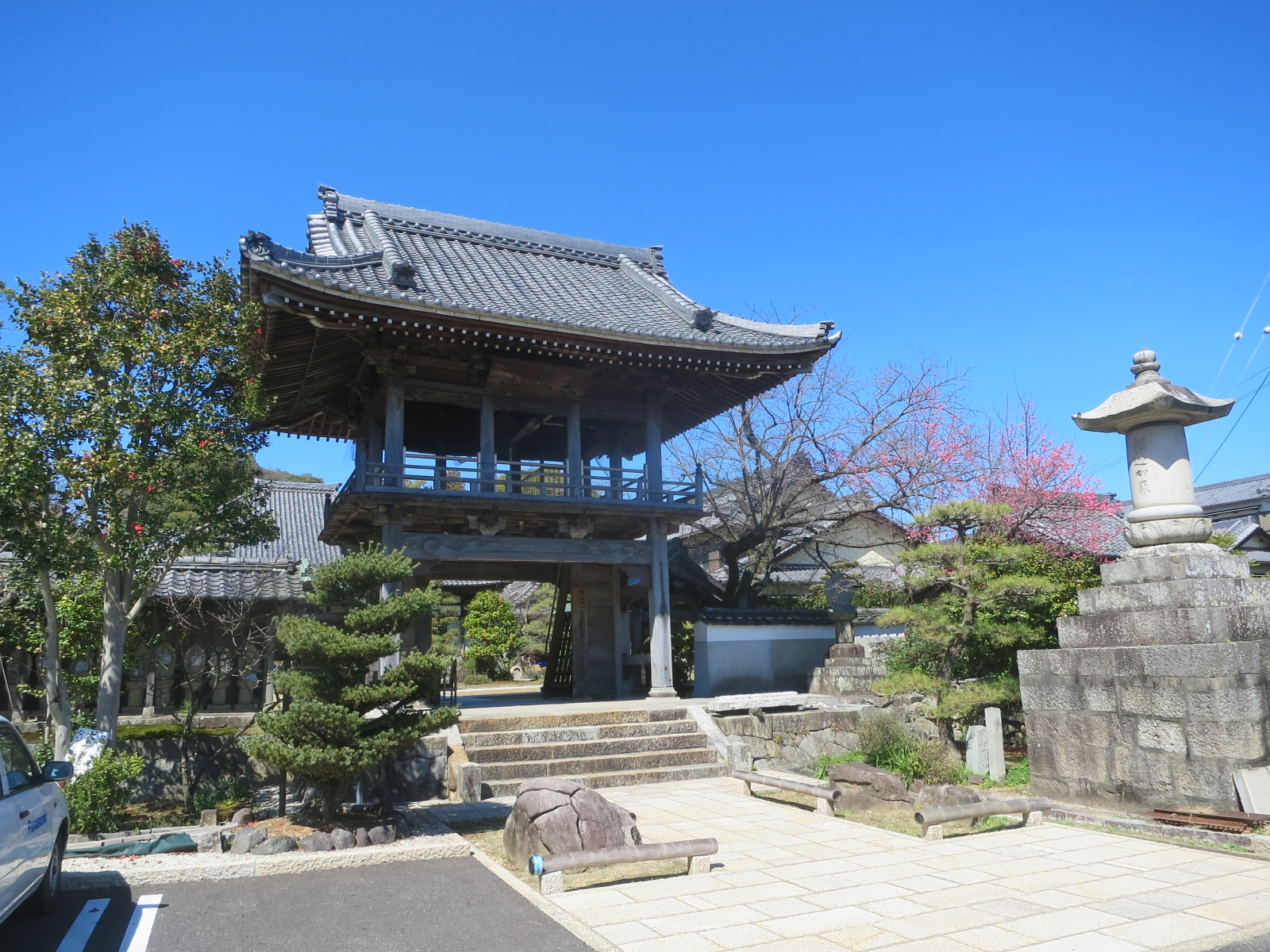
蓮華寺山門

蓮華寺（れんげじ）は、愛知県岡崎市西本郷町にある曹洞宗の寺院。

## 概要
寺伝によれば、728年（神亀5年）、僧行基が諸国を巡る途中この地に和志王山薬王寺を建て、自ら薬師像を彫り施薬したのが始まりとされる。
1335年（建武2年）、北畠氏が西上した折に兵火に遭い焼失。1529年（享禄2年）、僧巧安順智により寺跡南に堂宇が建立され曹洞宗に改宗し、光国舜玉を勧請開山として再建された。1589年（天正17年）に「三州本郷蓮花寺」宛てに徳川家の7か条定書が出されていることが記録に残っている。1614年（慶長19年）、火災で焼失。1694年（元禄7年）、5世厳誉の代に本堂を再建。近世は信濃松本全久院末であった。大正時代まで霊薬五香湯（5種類の薬）が発売されていた。
1961年（昭和36年）3月30日、本寺所蔵の瀬戸染付香炉が岡崎市指定文化財目録に指定された。この香炉は天保年間に瀬戸の加藤吉右衛門晴生が、寺のために焼き上げたものである。
蓮華寺東1号墳などは宇頭古墳群を構成し、西隣には五十狭城入彦皇子の墓である和志山古墳がある。

## 札所
- 愛知梅花三十三箇所観音霊場：第3番

## 交通手段
- 名鉄名古屋本線 宇頭駅下車、南へ約600メートル。